# Speleomaster
Speleomaster is een geslacht van hooiwagens uit de familie Cryptomastridae.
De wetenschappelijke naam Speleomaster is voor het eerst geldig gepubliceerd door Briggs in 1974. 

## Soorten
Speleomaster omvat de volgende 2 soorten:
- Speleomaster lexi
- Speleomaster pecki